# Windows Server 2025
 (juin 2025).
Windows Server 2025 est la dernière version du système d'exploitation pour serveurs développé par Microsoft. Succédant à Windows Server 2022, il a été publié le 1er novembre 2024 et introduit plusieurs nouvelles fonctionnalités et améliorations pour répondre aux besoins croissants en matière de sécurité, de virtualisation, d'intégration avec le cloud et de gestion avancée des ressources.

## Caractéristiques principales
Windows Server 2025 introduit des avancées significatives dans plusieurs domaines.

### Sécurité
La sécurité est au cœur de Windows Server 2025, avec de nouvelles technologies pour protéger les infrastructures critiques :
- Hotpatching : Permet d'appliquer des mises à jour de sécurité sans redémarrer le système, disponible pour les machines connectées à Azure Arc[réf. nécessaire].
- Chiffrement SMB AES-512 : Offre des transferts de fichiers encore plus sécurisés.
- Prise en charge complète de TLS 1.3 : Garantit des communications réseau sécurisées et à jour.
- DNS over HTTPS (DoH) : Améliore la confidentialité des requêtes DNS en les chiffrant.
- Intégration de Microsoft Defender for Endpoint : Fournit des capacités d’analyse en temps réel et des alertes basées sur l'intelligence artificielle.
- Sécurité basée sur la virtualisation (VBS) renforcée : Isole les processus critiques pour une protection accrue.
- Nouveaux mécanismes de détection des intrusions via le Windows Admin Center : Permet une surveillance proactive des menaces.
- Credential Guard activé par défaut : Protège les informations d'identification contre le vol.

### Virtualisation et conteneurs
- Support natif des processeurs AMD EPYC et Intel Xeon de dernière génération : Optimise les performances pour les charges de travail intensives.
- Réduction de la taille des images des conteneurs Windows : Améliore la vitesse de téléchargement et de déploiement.
- Gestion avancée des charges de travail via Kubernetes et Docker intégrés nativement : Simplifie le déploiement et la gestion des applications conteneurisées.
- Virtualisation GPU optimisée : Bénéficie aux environnements nécessitant des traitements graphiques intensifs.
- Hyper-V 2025 : Intègre la prise en charge des vGPU, permettant d’attribuer directement des GPU aux machines virtuelles[réf. nécessaire].

### Intégration cloud
Windows Server 2025 est conçu pour fonctionner de manière optimale avec Azure et d'autres solutions cloud hybrides :
- Intégration profonde avec Azure Arc : Facilite la gestion des ressources hybrides[réf. nécessaire].
- Sauvegarde et restauration automatiques vers Azure Backup : Assure la protection des données critiques.
- Outils d’analyse prédictive : Optimisent l'utilisation des ressources cloud.
- Connexion native à OpenAI Services : Automatise des tâches complexes grâce à l'intelligence artificielle[réf. nécessaire].

### Performances réseau
- Accelerated Networking (AccelNet) : Simplifie la gestion de la virtualisation des E/S racines uniques (SR-IOV) pour les machines virtuelles hébergées sur des clusters Windows Server 2025[réf. nécessaire].
- Optimisations pour les protocoles UDP et TCP : Réduisent la latence et augmentent les débits.
- Gestion améliorée de la bande passante pour les applications critiques : Garantit une performance réseau stable.
- Introduction de QUIC : Offre des connexions plus rapides et sécurisées[1].

### Gestion et interface utilisateur
- Interface utilisateur modernisée dans le Windows Admin Center :
  - Tableau de bord personnalisable.
  - Nouveaux outils pour surveiller les performances en temps réel.
  - Thèmes sombres et clairs adaptés aux préférences des administrateurs.
- Gestion simplifiée des environnements hybrides : Facilite la migration de stockage, fournit des informations sur les systèmes et protège les machines virtuelles.

### Compatibilité et support matériel
- Prise en charge de la mémoire DDR5 et des disques SSD NVMe de dernière génération : Améliore les performances et la réactivité du système.
- Compatibilité native avec les architectures ARM64 : S'adapte aux serveurs modernes à faible consommation énergétique.
- Services de migration de stockage optimisés pour NVMe : Réduisent l'utilisation de l'unité centrale et améliorent le stockage défini par logiciel.

### Intelligence artificielle et automatisation
- Assistant d’administration basé sur l’IA : Capable de détecter les anomalies dans les journaux système.
- Automatisation des tâches courantes : Permet aux administrateurs de se concentrer sur des tâches critiques.

## Versions
Windows Server 2025 est disponible en plusieurs éditions adaptées à des besoins variés :
- Standard : Conçu pour les petites et moyennes entreprises, avec des fonctionnalités de base.
- DataCenter : Inclut des options avancées pour la virtualisation, le stockage et la sécurité.
- Essentiels : Version simplifiée pour les petites entreprises.

## Historique
Le développement de Windows Server 2025 a débuté en 2023. Microsoft s'est concentré sur les retours des administrateurs utilisant Windows Server 2022, en priorisant les fonctionnalités liées au cloud, à la sécurité et à la gestion des conteneurs. La version a été annoncée le 26 janvier 2024[réf. nécessaire].

## Configuration requise
Les exigences minimales pour exécuter Windows Server 2025 incluent :
- Processeur : 1,4 GHz, architecture x64 ou ARM64.
- Mémoire vive : 8 Go minimum.
- Stockage : 64 Go d’espace disque libre.
- Réseau : Carte Ethernet compatible Gigabit.